# The Impossible Game 2
The Impossible Game 2 — компьютерная игра в жанре ритм-платформера, разработанная и изданная Fluke Games в 2022 году. Является сиквелом The Impossible Game.

## Игровой процесс
The Impossible Game 2 представляет собой ритм-платформер. В игре также присутствует многопользовательский режим в виде королевской битвы.
В игре присутствует встроенный редактор уровней.

## Выпуск
Игра вышла в раннем доступе 3 ноября 2021 года. Релиз состоялся 4 марта 2022.

## Восприятие
Гарри Слэтер из Gamezebo поставил The Impossible Game 2 80 баллов из 100.